# Simulium lumbwanum
Simulium lumbwanum är en tvåvingeart som beskrevs av Meillon 1944. Simulium lumbwanum ingår i släktet Simulium och familjen knott. Inga underarter finns listade i Catalogue of Life.